# Математика ацтеків

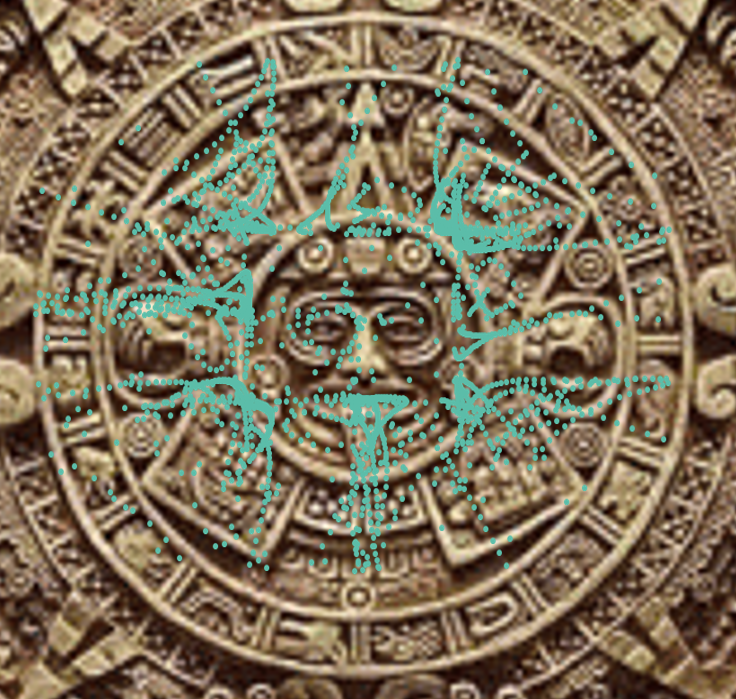
Камінь Сонця із математичним значенням (позначено зеленим кольором)

Математика ацтеків — система математичних знань, які мали ацтеки. Частину з них ацтеки перейняли в тольтеків та мая. На цій основі розвинули власну двадцяткова непозиційну систему. Вона мала суто практичне застосування: про розподілу землі, побудові палаців та храмів, а також каналів, акведуків, гребель. Для її розуміння використовуються два ацтекських рукописи XVI ст. — кодекси Вергара (Vergara) і Санта Марія Асунсьйон (Santa Maria Asuncion).

## Особливості

### Числення

Ацтекське «400»

В основі обрахунку ацтеків знаходилася цифра 20 (скільки пальців було на руках та ногах), що позначалася прапорцем. Ця система отримала назву vigesimal. Загалом у них було 4 знаки, якими вони позначали цифри: крапка — 1, пір'єчко (дерево або піраміда) — 400, торба зерна (або гаманець із золотом) — 8000.
З огляду на те, що в ацтеків цифр було небагато, їх доводилося повторювати багато разів. В результаті їх рядки були схожі на ієрогліфи. В залежності від поєднання та поділу цих зображень ацтеками зазначувалися інші цифри: дві крапки поруч — 2, три крапки у вигляді трикутника — 3, чотири крапки у формі квадрата — 4, чотири крапки квадратом і одна над ним — 5, від 6 до 9 — зображення крапок квадратом із додаванням нових крапок, 10 — поєднання чотирьох крапок лініями у вигляді ромбу. Як частини пір'я (дерева чи піраміди) позначалися 300, 200 і 100 як 2/3, половина та чверть пір'я (дерева, піраміди) відповідно. Поєднання цих частин з цілим позначали 500 (ціле пір'я з чвертю пір'я), 1000 (2 пір'я з половиною пір'я) і таке ін.

### Арифметика
Ацтеки використовували свою власну форму арифметики, яка включала в себе серця, руки та інші символи як альтернативу дробам, для вимірювань і записів відомостей про ділянки землі.
Відстані кожної сторони поля (площі) відображалися рисками (лініями) та крапками. Лінії і рисочки відносилися до стандартної міри, званої «земляним родом» — тлалкуауітль (tlalcuahuitl). Рід — міра довжини, що дорівнювалася бл. 2,5 м. Часом по сторонах полів також зустрічалися намальовані руки, стріли і серця (звані монадами), які представляли собою відстань меншу стандартної міри. Ацтеки використовували «мірне правило», коли площа дорівнювала добутку середніх довжин протилежних сторін, що було зручним для полів з неідеальної площею.
Ацтеки користувалися також дробом, які позначали стрілами та серцями: 2 стріли = 1 земляний рід; 5 сердець = 2 земляних роди; 5 кистей (руки) = 3 земляни роди; 5 кісток = 1 земляний рід; 3 руки (від кисті до плеча) = 1 земляний рід. Проте вони не користувалися дробом в сучасному розумінні. Замість того щоб мати на увазі половину земельної міри вони використовували стрілу і могли проводити такі підрахунки в розумі, які сьогодні проводяться при переведнні хвилини в години, години у дні, сантиметри в метри. Так, використовуючи свої пропорції, 5 стріл дорівнювалися 2 земляним родам + 1 стрілі, 8 сердець дорівнювалися 2 земляним родам + 3 серцям, а 6 кистей (рук) дорівнювалися 3 земляним родам + 1 кисті (руки).
| Символ      | Українська | Науатль     | Частини тлалкуауітль | Метричний еквівалент де 1 T = 2.5 м |
| ----------- | ---------- | ----------- | -------------------- | ----------------------------------- |
| arrow glyph | Стріла     | cemmitl     | 1/2 T                | 1.25 м                              |
| arm glyph   | Рука       | cemacolli   | 1/3 T                | 0.83 м                              |
| bone glyph  | Кістка     | cemomitl    | 1/5 T                | 0.5 м                               |
| heart glyph | Серце      | cenyollotli | 2/5 T                | 1.0 м                               |
| hand glyph  | Кисть руки | cemmatl     | 3/5 T                | 1.5 м                               |